# Ta-jü
Ta-jü (Dayu) a kínai Hszia (Xia)-dinasztia legendás alapítója. A történetíró feljegyzései szerint Huang-ti (Huangdi), vagyis a mitikus Sárga Császár leszármazottja volt. A Jü (Yu) nevet adták neki, de Ta-jü (Dayu), vagyis Nagy Jü (Yu) néven ismert.

## Családja
Az ókori kínai források szerint a Sárga Császár nyolcadik generációs leszármazottja volt. Apja, Kun (Gun), aki Csuan-hszü (Zhuanxu) utódja, aki az ismeretlen nevű Csang-ji (Changyi) hercegének fia, ő pedig a Sárga Császár második fiának, Liu Po (Liu Bo)nak a fia. 
Jü (Yu) a Ven (Wen)-hegyen született a mai Szecsuan (Sichuan)ban, Pejcsuancsiang (Beichuanqiang) megyében. Egyes vélemények szerint inkább a szomszédos Sifang (Shifang) megyében. Mindkettő a Sárga-folyó völgyétől délre, Kína belsejében helyezkedik el. Három szecsuan (sichuan)i város (Pejcsuan (Beichuan), Vencsuan (Wenchuan) és Tucsiangjen (Dujiangyan)) is úgy tartja, hogy ott született. Anyja a tengerparti, a mai Csiangszu (Jiangsu) tartomány Juhszin (Youxin) megyéjéből, a Nü-cse (Nüzhi) vagy Nü-hszi (Nüxi) nemzetségből származó leány volt.
Jü (Yu) gyermekkorában apja népe kelet felé vándorolt, végül a Sárga-folyó vidékével határos Szung (Song)-hegy környékéig jutottak. Itt a Sárga-folyó völgyében uralkodó Jao (Yao) császártól földet kapott, amelynek fejében hűségesküt tett neki. Jü (Yu) tehát a hegy lejtőin nőtt fel, később feleségül vett egy nőt a Tu-hegy (Tu-san (Tu-shan)) vidékéről, akit ezért általában a „Tusan Si (Tushan Shi)”, vagyis „Tu-hegyi hölgy” néven említenek. Egy fiuk született, Csi (Qi).

## Élete
Jao (Yao) idején a Sárga-folyó völgyét gyakran sújtotta árvíz, amely akadályozta a további gazdasági fejlődést. Kun (Gun)t bízták meg a folyamszabályozás megszervezésével. Több mint kilenc évig építettek számos töltést és gátat a part mentén. A folyamszabályozás kezdete azonban nem vált be, Jü (Yu) később folytatta apja munkáját, de megpróbált tanulni a kudarcból.
A hagyomány szerint ebben Hou-csi (Houji) volt segítségére, a félig mitikus kultúrhérosz, akiről kevés konkrét ismeretünk van. Jü (Yu) sikeresen kidolgozta az árvízvédelem rendszerét, amely döntő jelentőségű a kínai földművelés történetében, hasonlóan az egyiptomi és mezopotámiai folyamszabályozásokhoz. Jü (Yu) rájött arra, hogy a gátak és töltések önmagukban csak felduzzasztják a vizet, megnehezítve saját dolgukat, ezért öntözőcsatornákat épített ki, valamint a nem művelt árterekre irányította az áradást. Bevezette a meder kotrását is.
Ez a műve a kínai történelem egyik legfontosabb alakjává tenné, de nem tudni, mennyi az igazság belőle. A történetírók előszeretettel használták a Ta-jü cse suj (Dayu zhi shui) nevet, ami azt jelenti: „Nagy Jü (Yu), aki szabályozta a vizeket”. A Sárga-folyó egy keskeny szakaszát, amelyet Jü (Yu) kiszélesített, ma is Jümenkou (Yumenkou) néven, vagyis „Jü kapuja”-ként ismerik.
Jao (Yao) örökösét, Sun (Shun)t lenyűgözték Jü (Yu) eredményei, olyannyira, hogy saját fia helyett Jü (Yu)t jelölte ki örököséül. Jü (Yu) az uralkodása alatt tovább folytatta a munkát, kibővítve az árvízvédelmet más folyók medrében is. A Bambusz-évkönyvek tanúsága szerint Jü (Yu) 45 éven át uralkodott. A hagyomány szerint a Hujcsi (Huiji)-hegy közelében halt meg vadászat közben. E hely közelében, a mai Saohszing (Shaoxing)ben áll a középkori alapítású mauzóleuma és temploma.

## Popkulturális hatás
A Csillagkapu sorozatban az egyik goa’uld rendszerurat, Yu nagyurat róla mintázták meg. 

## Fordítás
- Ez a szócikk részben vagy egészben  a   Yu the Great című angol Wikipédia-szócikk ezen változatának fordításán alapul.  Az eredeti cikk szerkesztőit annak laptörténete sorolja fel. Ez a jelzés csupán a megfogalmazás eredetét és a szerzői jogokat jelzi, nem szolgál a cikkben szereplő információk forrásmegjelöléseként.